# 청춘 부대
청춘 부대는 한국에서 제작된 홍개명 감독의 1938년 영화이다. 현순미 등이 주연으로 출연하였고 임동원 등이 제작에 참여하였다.

## 출연

### 주연
- 현순미
- 전택이
- 차상은
- 윤봉춘

## 제작진
- 녹음: 이필우